# ジャック・シャンピオン・ド・シャンボニエール
ジャック・シャンピオン・ド・シャンボニエール（Jacques Champion de Chambonnières, 1601年または1602年 - 1672年4月末）は、フランス・バロック音楽初期の作曲家、クラヴサン奏者。単にジャック・シャンピオンあるいはシャンボニエールの名でも知られる。
シャンボニエールは偉大なクラヴサン奏者であった。彼は、フランスのクラヴサン楽派の創始者であると考えられている（おそらく彼は豊かで長い伝統を引き継いだのであろうとされるが）。フランスのクラヴサン楽派は17世紀から18世紀にかけて繁栄し、フランソワ・クープランやジャン＝フィリップ・ラモーらを輩出した。

## 生涯
シャンボニエールの家系は音楽家の家系の一つであった。彼の祖父トマ・シャンピオン（Mithouの通称でも知られた。 1525年頃 - 1580年頃。トマス・キャンピオンとは別人）はフランス国王付きのクラヴサン奏者であった。トマはスコットランドのリュート奏者ジャック・エディントンの娘と結婚し、生まれた息子ジャック・シャンピオン（1555年頃 - 1642年）は、「襲職権」（survivance）のシステム（義務を相続人に自動的に継承するシステム）によってトマの地位を引き継いだ。
シャンボニエールは父から「襲職権」を1611年初頭に継承したが、実際は1638年からは責務を父と分け合っていた。彼は当時、クリスティアーン・ホイヘンスやマラン・メルセンヌなど同時代の学者達の話題に上がるほどの卓越したクラヴサンのヴィルトゥオーソで、その腕前は高く賞賛されていた。彼は自宅で申し込み制の演奏会を開いて、自分が雇った音楽家たちと共演させた。これはフランス初の王宮や貴族に管理されていない個人的な演奏会であった。彼は「好事家」として音楽を習っている貴族として見られたがっており、贅沢な生活をして、また乗馬の教師を雇っていた。このことが経済的困難の原因となった。彼は2度結婚している。1度目（1631年以前）はマリー・ル・クラークと結婚し、彼女と死別した後の1652年12月16日にマルグリット・フェレと再婚した。しかし彼らは1657年に離婚している。その理由はシャンボニエールが贅沢を求め、それが彼の収入と両立しなかったためである。
彼は、ショーム＝アン＝ブリ近郊の彼の領地で開かれた個人的な祝宴でルイ・クープランの才能を見出し、彼をパリに招いている（ルイはこの地で短くも輝かしい活動をした）。シャンボニエールはまた、ジャン＝アンリ・ダングルベールやジャック・アルデルの教師でもあった。
彼はすばらしいダンサーでもあり、1653年には「Ballet Royal de la Nuit」で演技している。1655年から1656年頃、彼はルイ14世付きの音楽家の間での影響力を失った。これはおそらく、彼がリュリの楽団で通奏低音を演奏するのを拒否したことが原因であろうとされる。彼は寵を失い、その地位を弟子のダングルベールに売り渡した。ルイ・クープランは尊敬する恩人の地位を引き継ぐのを断っていた。貧窮のため、シャンボニエールは自分の作品の編曲を決断し、1670年に王室の恩恵によって2冊の本を出版した。これらの本には70曲ほどの作品が収められており、フランスで出版された最初のクラヴサン音楽に関する印刷物となった。シャンボニエールはそれから間もなく、貧困のうちに死去している。

## 作品
刊行された2冊の出版譜以外に、シャンボニエールの作品はいくつかの写本に見られ、特に重要なのはパリのフランス国立図書館にある有名な「ボーアン写本」である。作品の中で最も数が多いのはクーラントであり、彼はほかにもアルマンド、サラバンド、いくつかのジーグ、さらには少量かあるいは古い作品ながらガイヤルド、パヴァーヌ、メヌエット、シャコンヌなども作曲している。彼の作品にプレリュードは無いようである。いくつかの作品には印象的な題が付けられており、それは当時のリュート奏者たちと共通する特徴である。印象的、あるいは謎めいた題を付けることは、その後デュフリに至るまでのフランス音楽独自の特徴となった。